# ヘッペシュ・アラダール

ピューマ部隊のエンブレム。

ヴィテーズ・ネメシュ・ベレーンイェシ・ヘッペシュ・アラダール・アレズレデシュ（Vitéz nemes belényesi Heppes Aladár alezredes、1904年11月20日 - 1988年8月15日）は、ハンガリー空軍の軍人。第二次世界大戦時のエース・パイロットで、ハンガリー戦闘機隊「ピューマ」部隊の指揮官として知られる。

## 経歴
1904年11月20日、貴族の次男としてアラドに生まれる。大学卒業後、1928年に草創期のハンガリー空軍に入隊した。パイロット訓練を修了すると、偵察部隊に配属された。
1935年、戦闘中隊へ転属し副隊長となった。この時期、所属中隊のエンブレムとしてピューマの頭のマークを考案し、以後ヘッペシュの指揮する部隊の飛行機にはこのマークが付けられるようになった。1937年に中隊長に昇格し、1941年9月にはCR.42装備の第5戦闘航空団・第I戦闘航空群（5/I航空群）司令となった。
1942年12月、それまでブダペストの防衛を担当していたヘッペシュ大尉の部隊（Re.2000装備）は、スターリングラード戦線に投入された。12月末にヘッペシュはBf109Fへの転換を開始した。1943年1月13日、ソ連軍がハンガリー第2軍への攻勢を開始したため、ウラソヴォ飛行場は重囲に陥った。ヘッペシュの部隊は地上戦闘を重ねながら、1月20日に包囲網を突破して西へ脱出した。
1943年4月、少佐に進級したヘッペシュは5/I航空群を率いてハリコフに基地を移し空戦に加わった。5月30日、ヘッペシュはドイツ軍爆撃機の護衛中にYak-1戦闘機12機と交戦し、うち2機を撃墜したのが初戦果となった。7月のハリコフ攻防戦のころからハンガリー戦闘機隊は「ピューマ」部隊と呼ばれるようになった。7月6日にヴォルチャンスク上空でIl-2を撃墜し、8月3日にはHe111護衛中に襲ってきたYak-1を撃墜した。12月末、5/I航空群本部と5/1飛行隊は本国に帰還した。
1944年4月3日からアメリカ第15航空軍によるハンガリー空襲が始まると、5月1日に第101本土防衛戦闘航空群（通称「ピューマ」部隊。Bf109G装備の3個飛行隊の40機。）が編成され、ヘッペシュがその指揮を命じられた。6月26日、アメリカ爆撃機・戦闘機の大編隊に対してピューマ部隊も全戦力で迎撃し、ヘッペシュはB-24を2機撃墜してエースとなった。その後、7月2日と7月8日にも爆撃機を1機ずつ撃墜した。
1944年9月半ば、101航空群は拡充され、2個航空群で構成される第101戦闘連隊となったが、ヘッペシュ連隊長の出撃は禁じられた。ヘッペシュと101戦闘連隊はソ連軍がハンガリー全土を占領した後もオーストリアに移動し、1945年5月の終戦を迎えた。1951年、ヘッペシュはアメリカ合衆国に渡り、1988年8月15日にリッジフィールドで死去した。
ヘッペシュ中佐は、リボン・剣付きハンガリー士官十字勲章、武勲白銀大・小勲章、一級火焔十字章、トランシルヴァニア功績章、南方領土功績賞、北方領土功績賞、ドイツ一級・二級鉄十字章を受賞している。

## 戦果一覧
1. 1943年5月30日 - Yak-1
2. 1943年5月30日 - Yak-1
3. 1943年7月6日 - Il-2
4. 1943年8月3日 - Yak-1
5. 1944年6月26日 - B-24
6. 1944年6月26日 - B-24
7. 1944年7月2日 - B-17
8. 1944年7月7日 - B-24 [7]